# Simone Ashleyová
Simone Ashwini Pillaiová (* 30. března 1995, Camberley), profesionálně známá jako Simone Ashleyová, je britská herečka. Je známá svými rolemi v dobovém dramatu od Netflixu Bridgertonovi (2022–dosud) a komediálním dramatu Sexuální výchova (2019–2021).

## Mládí
Pillaiová se narodila indickým tamilským rodičům Lathě a Gunasekharanovi, pochází z Camberley v Surrey a má staršího bratra Seana. Ashleyová mluvila o tom, že navzdory tomu, že vyrůstala v rodině akademiků, vždy ji to více přitahovalo ke kreativním oborům. Její rodiče byli ohledně jejího sklonu k umění váhaví. „Moji rodiče mě docela chránili,“ řekla časopisu Glamour. „Jsou první generací. Přišli do této země z Indie, takže ve skutečnosti neměli život, ve kterém by si mohli vybrat, čím chtějí být.“ Jako malá zpívala klasické písně a opery a hrála na klavír.
Rodina se později přestěhovala do Beaconsfield, kde Ashleyová poslední dva roky středního vzdělávání navštěvovala Redroofs Theatre School v Maidenheadu. Několik let strávila v Ojai v Kalifornii, kde má příbuzné. Když jí bylo 18, podepsala smlouvu s modelingovou agenturou a začala chodit na konkurzy. V herectví pokračovala na Arts Educational School v západním Londýně.

## Kariéra

### Raná práce (2016–2020)
Její první herecká role byla ve dvou epizodách fantasy dramatu CBBC Wolfblood, kde hrála Zuhru. Následovaly role v thrillerové sérii Guilt (2016) a kriminálním dramatu ITV Broadchurch (2017).
Od roku 2019 do roku 2021 hrála postavu Olivie Hananové v komediálním dramatu Sexuální výchova na Netflixu. V roce 2020 se také objevila jako Elise Foxová v psychologickém thrilleru ITV The Sister.

### Průlom a práce ve filmu (2022–současnost)
Po konkurzu v roce 2020 bylo v únoru 2021 oznámeno, že Ashleyová bude hrát hlavní postavu Kate Sharmovou po boku Jonathana Baileyho ve druhé sérii romantického dobového dramatu Netflixu Bridgertonovi produkovaného Shondalandem, inspirovaného druhým románem ze série Bridgertonovi od Julie Quinnové, Vikomt, který mě miloval. Série byla vydána v březnu 2022. Svou roli si zopakovala ve třetí sérii.
V roce 2022 byla Ashleyová zařazena do seznamu Forbes 30 pod 30 v kategorii evropská zábava, do seznamu Time 100 Next a mezi britské a irské filmové a televizní průlomy podle The Hollywood Reporter. Objevila se na obálce britského Vogue v prosincovém vydání 2022 a v březnovém vydání 2024, přičemž v tom druhém byla součástí skupiny 40 žen, které vzdaly hold Edwardu Enninfulovi při jeho odchodu z pozice šéfredaktora.
Ztvárnila Indiru, známou také jako Alana, sestru Ariel v hrané adaptaci Disneyho Malé mořské víly z roku 2023. Dne 9. července 2024 byla Ashleyová obsazena do filmu F1 (2025) od Apple TV+.
V březnu 2025 hrála Simone hlavní roli ve filmu Picture This. Ztvárnila Piu, starší sestru Sonal, jejíž svatba tvoří vedlejší dějovou linku filmu.
V březnu 2025 Ashleyová odhalila, že pracuje na svém debutovém albu s producentem Fraserem T. Smithem.

## Osobní život
Od léta 2022 do ledna 2025 byla Ashleyová ve vztahu s bývalým právníkem Constantinem „Tinem“ Kleinem, generálním ředitelem F.A.T. Ice Race, se kterým se seznámila na Grand Prix Monaka 2022.

## Filmografie

### Film
| Rok  | Titul                     | Role         | Poznámky                               | Reference |
| ---- | ------------------------- | ------------ | -------------------------------------- | --------- |
| 2018 | Boogeyman                 | Aarti        |                                        |           |
| 2018 | Kill Ben Lyk              | Girl Ben Lyk |                                        | [ 15 ]    |
| 2018 | Sparrow                   | Taylor       | Krátký film                            |           |
| 2019 | Detektiv Pikachu          | Přítelkyně   |                                        | [ 16 ]    |
| 2023 | Malá mořská víla          | Indira       | Krátký film; hlasová role              |           |
| 2024 | 10 životů kocourka Mňouka | Rose         | Hlasová role                           | [ 17 ]    |
| 2024 | This Tempting Madness     | Mia          | Postprodukce                           | [ 18 ]    |
| 2025 | F1                        |              | Natáčení                               | [ 19 ]    |
|      | Picture This              | Pia          | Postprodukce; také výkonná producentka | [ 20 ]    |

### Televize
| Rok             | Titul                     | Role                          | Poznámky                        | Reference |
| --------------- | ------------------------- | ----------------------------- | ------------------------------- | --------- |
| 2016            | Wolfblood                 | Zuhra                         | 2 epizody                       |           |
| 2016            | Vina                      | Amanda                        | Epizoda: Jednoduchý plán        |           |
| 2017            | Broadchurch               | Dana                          | 2 epizody                       | [ 16 ]    |
| 2017            | C.B. Strike               | Alicia                        | Epizoda: Kukaččí volání: část 3 |           |
| 2017            | L'ispettore Coliandro     | Veena                         | Epizoda: Klub smrtelníků        |           |
| 2018            | Doctors                   | Sofia Johal                   | Epizoda: Každý okamžik          |           |
| 2019            | Oběť                      | Shai Anderson                 | 1 epizoda                       |           |
| 2019            | Noční můra pracující mámy | Aisha                         | Televizní film                  |           |
| 2019–2021       | Sexuální výchova          | Olivia Hanan                  | Vedlejší role (sezóna 1–3)      | [ 5 ]     |
| 2020            | Sestra                    | Elise Fox                     | 3 epizody                       | [ 9 ]     |
| 2022–současnost | Bridgertonovi             | Kate „Kate“ Sharma/Bridgerton | Hlavní role (série 2–3)         | [ 11 ]    |

### Hudební videa
| Píseň                 | Rok  | Umělec                  | Poznámky |
| --------------------- | ---- | ----------------------- | -------- |
| „Love Letter“         | 2022 | Odesza feat. The Knocks |          |
| „Eve & Paradise Lost“ | 2024 | Bastille                | [ 21 ]   |

## Ocenění a nominace
| Rok  | Cena                                         | Kategorie                                       | Práce         | Výsledek  | Ref.   |
| ---- | -------------------------------------------- | ----------------------------------------------- | ------------- | --------- | ------ |
| 2022 | Just About Write Awards                      | Vynikající hlavní herečka v dramatickém seriálu | Bridgertonovi | vítězství | [ 22 ] |
| 2022 | Hollywood Critics Association TV Awards      | Nejlepší herečka ve streamovaném seriálu, drama | Bridgertonovi | nominace  |        |
| 2022 | Národní televizní ceny                       | Nejlepší dramatický výkon                       | Bridgertonovi |           | [ 23 ] |
| 2022 | TV Choice Awards UK                          | Nejlepší herečka                                | Bridgertonovi | nominace  |        |
| 2022 | IMDb Starmeter Award                         | Vycházející hvězda                              |               | vítězství | [ 24 ] |
| 2024 | Mezinárodní televizní festival v Monte Carlu | Nejslibnější talent                             |               | vítězství |        |
| 2024 | Glamour Awards                               | Herečka, která mění hru                         |               | vítězství | [ 25 ] |